# إيما ستيوارت
خطأ لوا في mw.text.lua على السطر 25: bad argument #1 to 'match' (string expected, got nil).
إيما ستيوارت (بالإنجليزية: Emma Stewart)‏ (3 يناير 1992 بأستراليا - ) هي لاعبة كرة قدم أسترالية في مركز الهجوم. لعبت مع Central Coast Mariners FC (women) ‏.

## وصلات خارجية
- إيما ستيوارت على موقع قاعدة بيانات كرة القدم.إي يو (الإنجليزية)